# Machaeropterus regulus
Machaeropterus regulus là một loài chim trong họ Pipridae.